# Bobbejaanland
Koordinaten: 51° 12′ 4″ N, 4° 54′ 18″ O
Bobbejaanland ist ein Freizeitpark in Belgien, der 1961 von dem belgischen Sänger und Entertainer Bobbejaan Schoepen erbaut wurde, der in den 1960er Jahren auch im deutschsprachigen Raum unter dem Namen Bobbejaan bekannt wurde.
Dieses Lebenswerk ergab sich aus der Musikkarriere von Schoepen: Nach 15 Jahren internationalem Erfolg und verschiedenen Tourneen suchte Schoepen einen festen Platz für seine Auftritte. Von 1959 bis 1961 ließ er im belgischen Lichtaart (Teilgemeinde von Kasterlee) ein Theater mit 1.000 Sitzplätzen erbauen, das er nach der Idee seines Managers Jaak Kluger Bobbejaanland nannte.
Im Mittelpunkt des jungen Parks standen ein 2,2 km langer Sandstrand, Wasserspaß, kleine Attraktionen und das Varieté, in dem Schoepen auch selbst auftrat. Weitere namhafte Künstler gaben dort Gastspiele, entweder als Gäste im Programm von Bobbejaan selbst oder mit eigenen Shows, unter anderem Ilse Werner, Rex Gildo, Michael Holm und Rudi Carrell.
Auf Anraten des Phantasialand-Inhabers Gottlieb Löffelhardt baute Schoepen ab 1975 den Park mehr und mehr zu einem Familien- und Freizeitpark aus. Bobbejaanland wurde so zu einer großen touristischen Attraktion in den Beneluxländern sowie in den Grenzgebieten Frankreichs und Deutschlands.
2004 wurde das Bobbejaanland an die spanische Gruppe Parques Reunidos verkauft.

## Chronik der Attraktionen
| Jahr | Aktion     | Attraktion                            |
| ---- | ---------- | ------------------------------------- |
| 1975 | Eröffnung  | Reuzenrad                             |
| 1976 | Eröffnung  | Monorail                              |
| 1979 | Eröffnung  | Santa Maria, Looping Star, Alpenblitz |
| 1980 | Eröffnung  | Wildwater Slide                       |
| 1982 | Eröffnung  | Wervelwind                            |
| 1984 | Eröffnung  | Parachute Tower, Troika               |
| 1985 | Eröffnung  | Koggemolen, Rainbow                   |
| 1987 | Eröffnung  | Condor, Airrace, Breakdance           |
| 1988 | Eröffnung  | El Paso Special                       |
| 1989 | Eröffnung  | Big Bang, Revolution                  |
| 1991 | Eröffnung  | Horse Pedalo, Kettingmolen            |
| 1992 | Eröffnung  | Indiana River                         |
| 1994 | Eröffnung  | La Rotonde, Viking, Dino              |
| 1997 | Schließung | Parachute Tower                       |
| 1998 | Eröffnung  | Speedy Bob                            |
| 1998 | Schließung | Condor                                |
| 1999 | Eröffnung  | Bobby Drop                            |
| 2000 | Eröffnung  | Mambo, Bob Express, Locomotion        |
| 2000 | Schließung | Wervelwind                            |
| 2001 | Eröffnung  | El Rio                                |
| 2001 | Schließung | Rainbow                               |
| 2002 | Eröffnung  | Pony Ride, Flying Orca                |
| 2003 | Eröffnung  | Fly Away                              |
| 2004 | Eröffnung  | Okidoki, Typhoon, Sledge Hammer       |
| 2004 | Schließung | Looping Star                          |
| 2006 | Eröffnung  | Desperado City, The Dream Catcher     |
| 2006 | Schließung | Airrace, Troika                       |
| 2007 | Eröffnung  | Haunted House 4D-Film                 |
| 2008 | Eröffnung  | Banana Battle                         |
| 2008 | Schließung | Breakdance, Santa Maria               |
| 2009 | Eröffnung  | King Kong                             |
| 2009 | Schließung | Bobby Drop                            |
| 2011 | Eröffnung  | Dizz                                  |
| 2012 | Eröffnung  | Yogi Bär 4D-Film                      |
| 2012 | Schließung | Haunted House 4D-Film, Desperado City |
| 2014 | Schließung | Fly Away                              |
| 2015 | Eröffnung  | The Forbidden Caves                   |

## Attraktionen

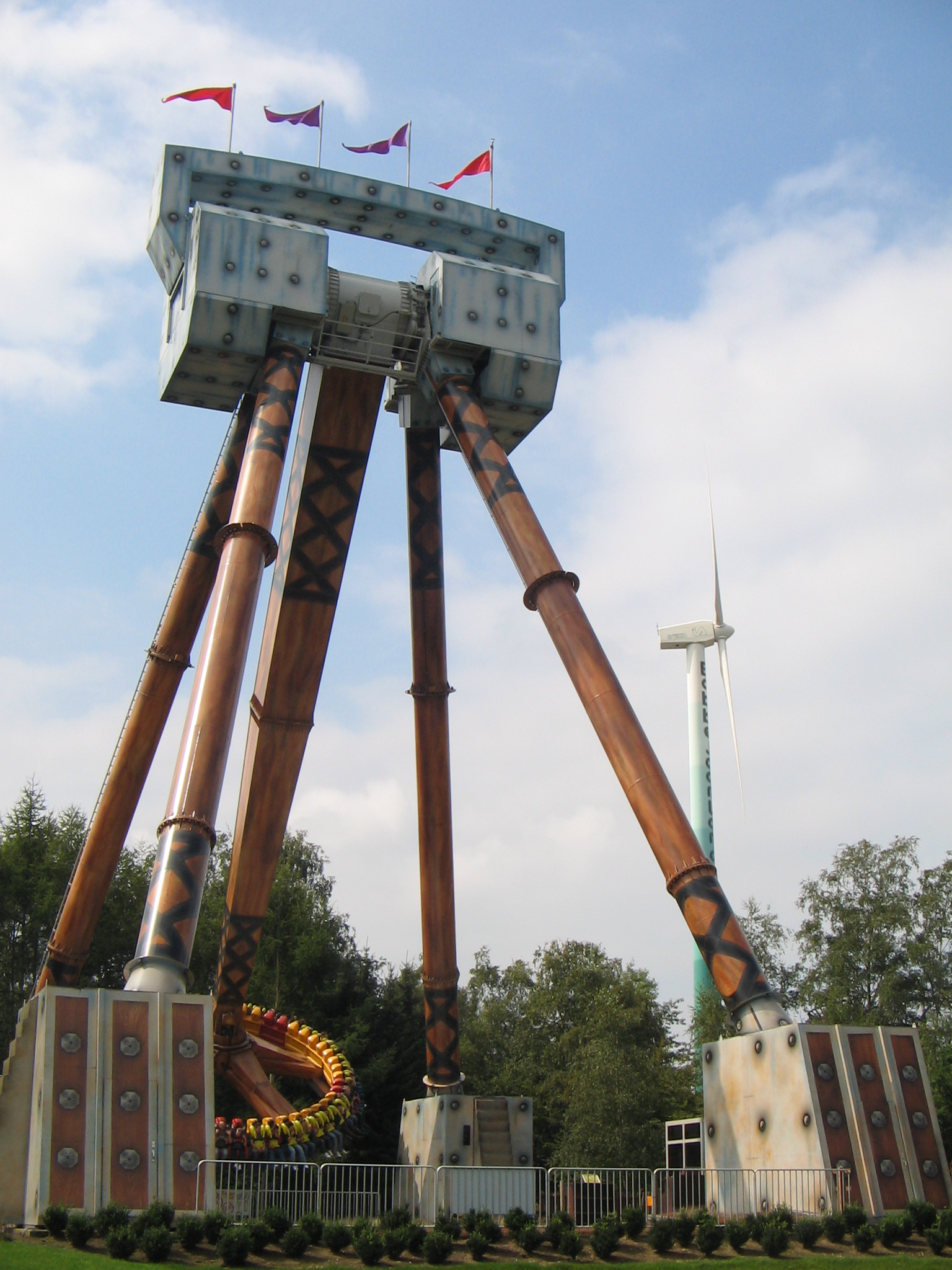
Sledge Hammer, Giant Frisbee

### Achterbahnen
| Name          | Typ                               | Hersteller   | Eröffnungsjahr | Sonstiges |
| ------------- | --------------------------------- | ------------ | -------------- | --- |
| Bob Express   | Powered Coaster                   | Mack Rides   | 2000           | |
| Dream Catcher | Suspended Coaster                 | Vekoma       | 1987           | |
| Fury          | Launched Coaster, Shuttle Coaster | Gerstlauer   | 2019           | |
| Naga Bay      | Spinning Coaster                  | Maurer Söhne | 2011           | Anlässlich des 50-jährigen Parkjubiläums als „Dizz“ eröffnet |
| Oki Doki      | Familienachterbahn                | Vekoma       | 2004           | |
| Revolution    | Dunkelachterbahn                  | Vekoma       | 1989           | |
| Speedy Bob    | Wilde Maus                        | Mack Rides   | 1998           | Dies ist die rechte Anlage von zwei spiegelbildlich baugleichen Anlagen, die nebeneinander gebaut wurden. Die linke Anlage wurde 2008 an den Park Parque de Atracciones de Madrid verkauft. |
| Typhoon       | Loopingachterbahn                 | Gerstlauer   | 2004           | 97° First Drop |

#### Ehemalige Achterbahnen
| Name         | Typ                    | Hersteller  | Eröffnung | Schließung |
| ------------ | ---------------------- | ----------- | --------- | ---------- |
| Achtbaan     | Stahlachterbahn        | Schwarzkopf | 1976      | 1981       |
| Alpenblitz   | Powered Coaster        | Schwarzkopf | 1979      | 1981       |
| Looping Star | Loopingachterbahn      | Schwarzkopf | 1979      | 2003       |
| Speedy Bob   | Wilde Maus             | Mack Rides  | 1998      | 2008       |
| Wervelwind   | Korkenzieherachterbahn | Vekoma      | 1982      | 1999       |

### Wasserbahnen
- Big Bang, Wasserrutsche
- El Rio, Rapid River
- Terra Magma (ehemals Indiana River), Wildwasserbahn komplett Innen, teilweise im Dunklen
- La Rotonde, Rundbootfahrt
- Wildwater Slide, Wildwasserbahn
- Banana Battle von Preston & Barbieri

### Hoch- & Rundfahrgeschäfte
- Aztek Express, Karussell (Musikexpress)
- Dino, (Karussell/Kinderkarussell) mit Dinosaurierfiguren
- Flying Orca, Karussell (ASR Fly Willy von Huss)
- Kettingmolen, (Wellenflug ein Fahrgeschäft/Wellenflug 48)
- King Kong, Hochfahrgeschäft von Huss
- Locomotion, (ASR Locomotion von Huss)
- Koggemolen, Karussell (Peter Pan von Mack)
- Sledge Hammer, Giant Frisbee von Huss
- Viking, Karussell (Wikingerfahrt)

### Themen- & Rundfahrten
- El Paso Special, „Interactive Dark Ride“
- Monorail, Monorail
- Pony Ride, Reitbahn
- Reuzenrad, Riesenrad
- Horse Pedalo, Tretbahn

### Shows
- Magic Bubble Show